# Micromus maculipes
Micromus maculipes là một loài côn trùng trong họ Hemerobiidae thuộc bộ Neuroptera. Loài này được Fraser miêu tả năm 1957.